# Poul Ingerslev-Jensen
Poul Ingerslev-Jensen (né Poul Børge Otto Oxholm Ingerslev-Jensen, Copenhague, 14 septembre 1903 - 22 novembre 1979) est un chef d'orchestre, musicologue, traducteur et critique littéraire danois.

## Éléments biographiques
En 1946-1948, Poul Ingerslev-Jensen a été nommé premier chef de l'Orchestre symphonique d'Odense, mais déçu par ce travail, il est allé à Copenhague, où il a travaillé comme répétiteur au Théâtre royal. Il a publié un livre sur Gioacchino Rossini (1959). Il a publié et commenté les œuvres d'Adam Gottlob Oehlenschläger, a traduit en danois la pièce de Beaumarchais « Le Barbier de Séville » (1972), puis a publié le livre « Peter Andreas Heiberg: le Beaumarchais Danois » (P.A. Heiberg - Den danske Beaumarchais) (1974).

## Source
- (ru) Cet article est partiellement ou en totalité issu de l’article de Wikipédia en russe intitulé « Ингерслев-Йенсен, Поуль » (voir la liste des auteurs).